# Melissa McCarthy
Melissa Ann McCarthy (Plainfield, Illinois, 1970. augusztus 26. –) kétszeres Primetime Emmy-díjas amerikai színésznő, komikus, forgatókönyvíró, producer és divattervező. Számos elismerést kapott, köztük két Emmy-díjat, valamint két Oscar-díj és két Golden Globe-díj jelölést. A Time 2016-ban a világ 100 legbefolyásosabb embere közé sorolta McCarthyt, és többször szerepelt a világ legjobban fizetett színésznőinek éves rangsorában is. 2020-ban a The New York Times a 22 helyre sorolta a ranglistán a 21. század, 25 legnagyobb szereplői között.
McCarthy az 1990-es évek végén kezdett megjelenni sorozatokban és filmekben, először Sookie St. James szerepében szerzett elismerést a Szívek szállodája (2000–2007) című televíziós sorozatban. Denát alakította az ABC-s Nem ér a nevemben (2007–2009), majd Molly Flynn szerepét játszotta a CBS-s Mike és Molly (2010–2016) szituációs komédiában, amelyért 2011-ben megkapta a kiemelkedő vígjátéksorozat főszereplőjének járó Emmy-díjat. 2017-ben McCarthy a Saturday Night Live műsorvezetői szerepében elnyerte a vígjátéksorozat kiemelkedő vendég színésznőjének járó Primetime Emmy-díjat.
A Koszorúslányok (2011) című vígjátékban nyújtott teljesítményét dicsérték a kritikusok és a legjobb női mellékszereplőként Oscarra jelölték. Számos, kereskedelmileg sikeres vígjátékban szerepelt, közéjük tartozik a Személyiségtolvaj (2013), a Női szervek (2013), a Tammy (2014), a St. Vincent (2014), A kém (2015), A főnök (2016), a Szuperagy (2020) és A lecsap csapat (2021). A sikertelen rövid sorozatokat követően McCarthy Lee Izraelt alakította a Megbocsátasz valaha? című életrajzi filmben (2018), amiért újabb Oscarra jelölték, ezúttal mint legjobb női főszereplő.
McCarthy és férje, Ben Falcone alapítói a On the Day Productions produkciós cégnek, amelynek keretében több vígjátékban is együttműködtek. 2015-ben elindította saját, plusz méretű nők számára készült ruházati vonalát, Melissa McCarthy Seven7 néven. Saját csillagot kapott a Hollywood Walk of Fame sétányon.

## Fiatalkora
McCarthy az illinoisi Plainfieldben született Sandra és Michael McCarthy lányaként. Unokatestvére Jenny McCarthy színésznőnek és modellnek, valamint a profi kosárlabdázó Joanne McCarthynak. McCarthy farmon nevelkedett, ír katolikus nagycsaládban. Édesapja ír származású, míg édesanyja angol, német és ír. Néhány elődje Cork megyéből származnak.A St. Francis Akadémián szerzett diplomát (jelenleg Joliet Katolikus Akadémia), az Illinois állambeli Joliet-ben. Pályafutása Stand-up comedyvel kezdődött, először Los Angelesben stand-upolt, majd később New Yorkban. McCarthy a The Groundlings tagja, ami egy improvizációs humortársulat, székhelye Los Angelesben (Kaliforniában) van.

## Pályafutása

### 1997–2010: Korai munkák, Szívek szállodája és a Nem ér a nevem
McCarthy az NBC-s Jenny című vígjátéksorozat egyik epizódjában bukkant fel először, unokatestvérével, Jenny McCarthy mellett. Olyan játékfilmekben játszott kisebb szerepeket, mint az 1999-es Nyomás!, a Dögölj meg, drága Mona!, A kölyök, Charlie angyalai, a The Third Wheel és a David Gale élete. A Kim Possible három epizódjában is dolgozott, itt DNAmy hangját szolgáltatta. 2000-ben McCarthy Lorelai Gilmore derűs és ügyetlen legjobb barátjaként, Sookie St. James-ként szerepelt a The WB-s Szívek szállodája című televíziós sorozatban. A sorozatban Sookie Lorelai üzleti partnere és szakácsnő. 2016. április 7-én a The Ellen DeGeneres Show műsorban bejelentette, hogy visszatér a Szívek szállodája – Egy év az életünkből címen futó Netflixes folytatás-sorozatban. Az utóbbi 2016. november 25-én jelent meg, és McCarthy négy epizódjának egyikében jelent csak meg.
2007-ben a Ryan Reynoldsszal játszott együtt a 9 – A szám hatalma sci-fi-thrillerben, amelyet John August írt és rendezett. Később szerepelt a A kapitány, a H2O: Egy vízcsepp elég és a Csúnyán szép az élet című független vígjátékokban. Ugyancsak 2007-ben McCarthy Dena Stevens szerepében játszott az ABC-s Nem ér a nevemben. McCarthy Samantha társadalmilag kínos gyermekkori legjobb barátját alakította, akit Samantha hetedik osztály óta nem látott. Amikor Samantha felébred a kómájából, Dena meggyőzi, hogy mindig is a legjobb barátnők voltak. Míg Andrea végül az igazság feltárására kényszeríti, Samantha továbbra is barátja marad Denának. Vendégként szerepelt a Rita Rocks és a Doktor Addison sorozatokban. 2010-ben mellékszerepeket töltött be az Ilyen a formám és az Ilyen az élet filmekben.

### 2011–2015: Mike és Molly, Koszorúslányok és a siker

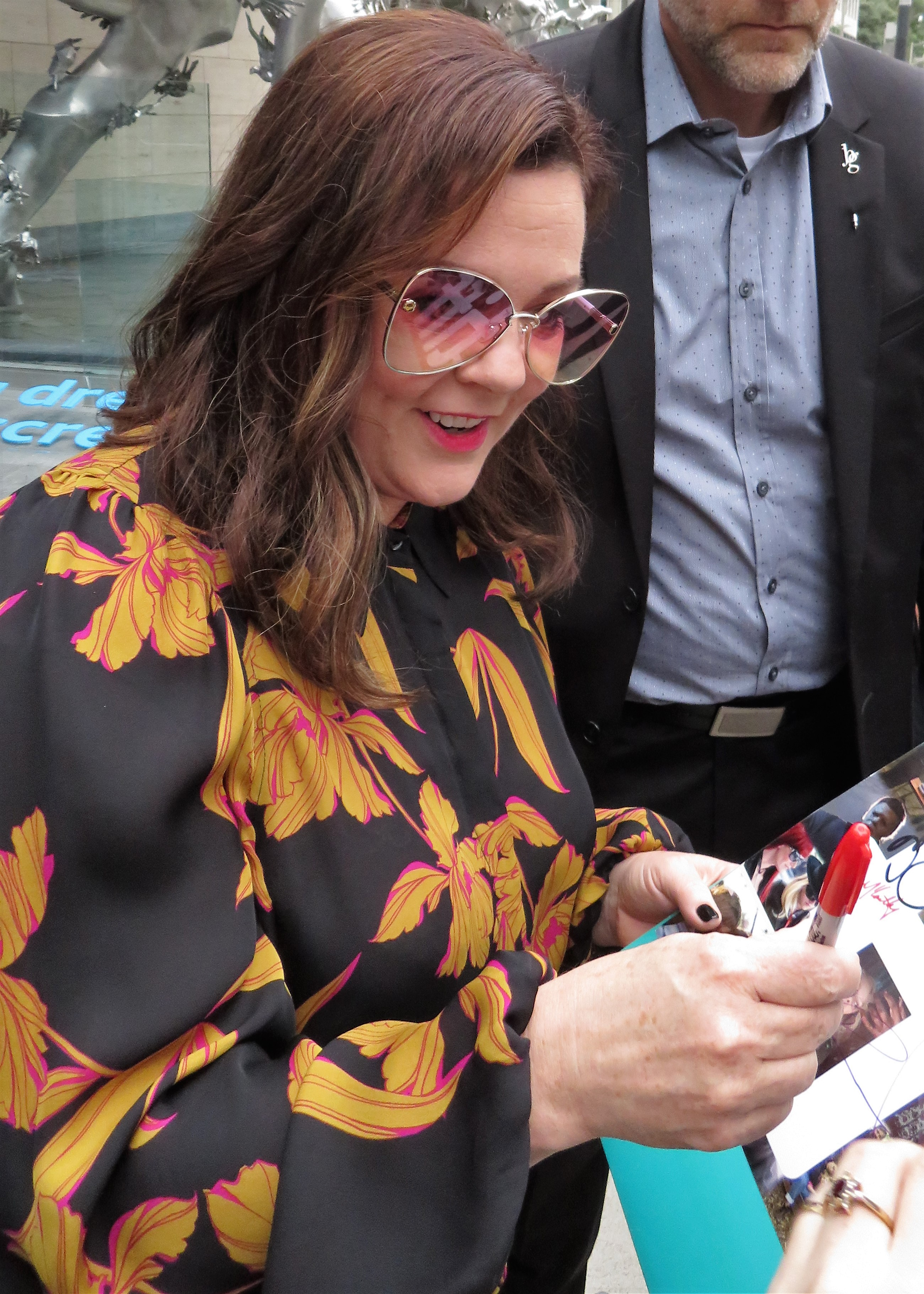
McCarthy a Megbocsátasz valaha? 2018-as rendezvényén

2010. szeptember 20-án McCarthy főszerepet töltött be a CBS-es Mike és Molly szituációs-vígjátéksorozatban. 2011-ben áttörő teljesítményt nyújtott a Koszorúslányok című vígjátékban Kristen Wiig, Maya Rudolph, Rose Byrne, Wendi McLendon-Covey és Ellie Kemper mellett. Az alakításáért Oscar-díj jelölést kapott. 2011 őszén, miután hírnevet szerzett a Koszorúslányokban, megkapta a Mike és Mollyban nyújtott alakításárét a kiemelkedő vígjátéksorozat főszereplőjének járó Emmy-díjat. 2011 júniusában Women in Film Crystal + Lucy Awards díjátadó házigazdája volt. Később mellékszereplőt játszott a 40 és annyi (2012) filmben, amely Judd Apatow Felkoppintva című filmjének spin-offja volt. valamint a Másnaposok 3. részében bolti eladót alakított. 2012 júniusában, 175 másik taggal együtt meghívták az Academy of Motion Picture Arts and Sciences-re. McCarthy 2011. október 1-jén, 2013. április 6-án, 2014. február 1-jén, 2016. február 13-án és 2017. május 12-én házigazdája volt a Saturday Night Live műsornak. vígjátéksorozat kiemelkedő vendég színésznőjének járó Primetime Emmy-díjat nyert a televíziós műsorban való szerepléséért 2011 és 2017 között, amit végül 2017-ben nyert meg.
2013-ban szerepelt a Személyiségtolvaj krimi-vígjátékban Jason Batemannel. A film 1. helyen nyitott a pénztáraknál, és a negatív értékelések ellenére világszerte 174 millió dollárt keresett. despite negative reviews.
Szintén 2013-ban Sandra Bullockkal játszott a Női szervek című haverzsaru vígjátékban. A filmet 2013. június 28-án mutatták be az Amerikai Egyesült Államokban és Kanadában mind kritikai, mind kereskedelmi sikereket ért el. McCarthy-t „aranybevételt hozónak” nevezték, mivel a Női szervek 229 millió dollárt hozott világszerte.
McCarthy társszerzőként írta a Tammy című film forgatókönyvét, amely 2014. július 2-án jelent meg. McCarthy karaktere egy olyan nő, aki elveszíti munkáját és autóját, majd megtudja, hogy férje hűtlen hozzá. Kénytelen az alkoholista nagymamájára (Susan Sarandon) támaszkodni, amikor önfelfedező útra akar indulni.

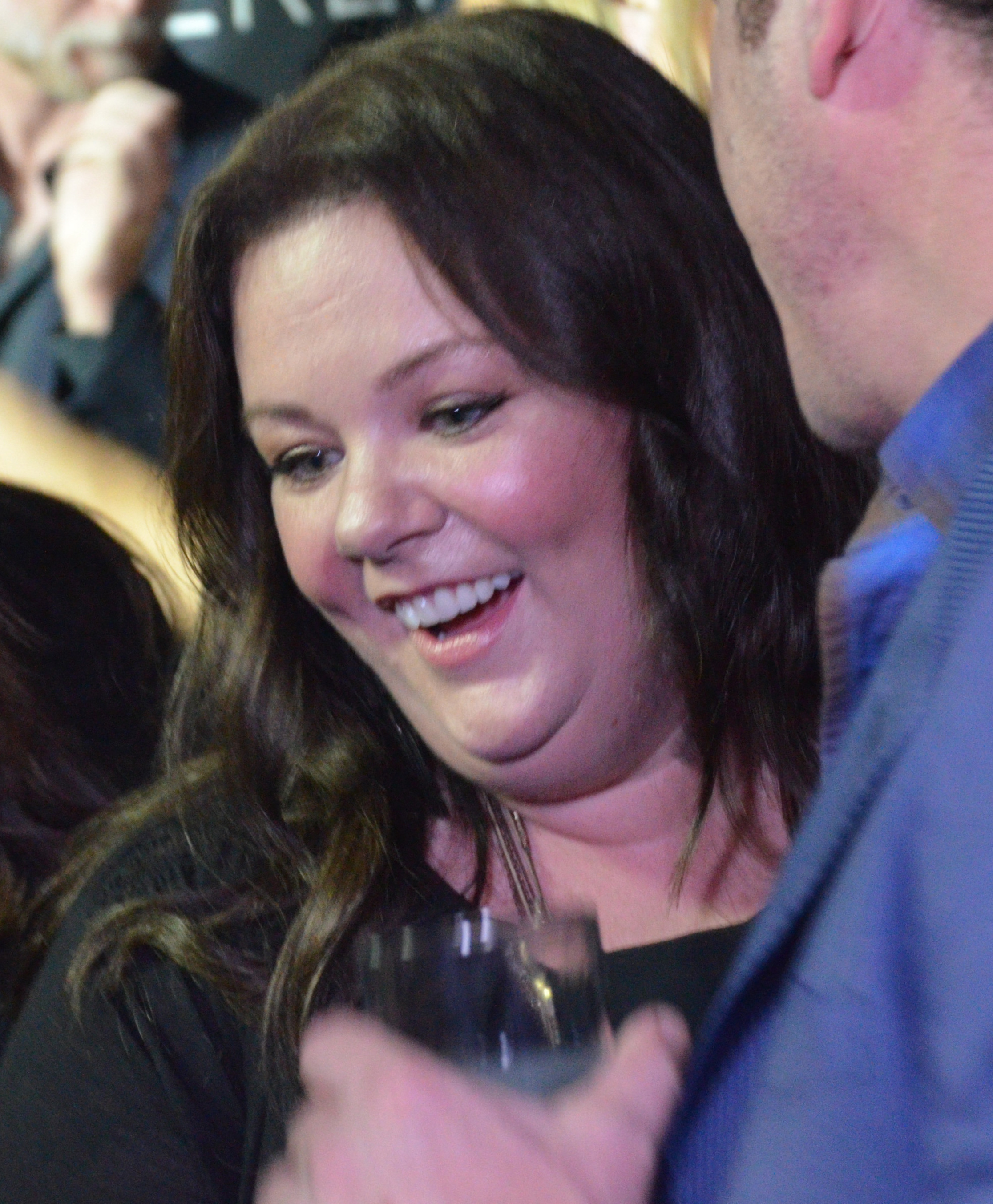
McCarthy 2012-ben

McCarthy elkészítette a CBS-es sorozatepizódját, amelyben a férje, Ben Falcone is szerepelt. Női főszerepet játszott Bill Murray oldalán a 2014-es St. Vincent vígjátékban, melyet Theodore Melfi írt és rendezett. 2014. november 19-én bejelentették, hogy tündérhősnőt fog ábrázolni a Shawn Levy által rendezett cím nélküli Csingiling vígjáték/kalandfilmben. A film producerei között is részt vett. Ezenkívül főszerepet alakított gyakori munkatársa, Paul Feig kémvígjátékában, A Kémben (2015), ez volt McCarthy számára az első Golden Globe- jelölése.
2015 májusában csillagot kapott a Hollywood Walk of Fame sétányon. 2015 augusztusában a Forbes 2015 harmadik legjobban fizetett színésznői közé sorolta, 23 millió dolláros keresettel.

### 2016 – napjainkig: Drámai szerepek és díj elismerések
2016-ban McCarthy szerepelt a  A főnök című vígjátékban, amely egy olyan karakteren alapszik, aki gazdag üzletasszonyként börtönbe kerül.  Ugyanebben az évben szerzőt és tudóst játszott a Szellemirtók teljes női rebootjában, melyet Paul Feig rendezett.
2016. május 31-én a híres életrajzírót, Lee Israelt játszotta el a Megbocsátasz valaha? dark vígjáték-drámában, amit Marielle Heller rendezett. A filmből kieső Julianne Moore helyére lépett. McCarthy Lee szerepléséért kritikai dicsértetet kapott, és a Film Journal International-nek azt nyilatkozta, hogy „a korábbi filmszerepeihez képest nem tudta megjogsolni, milyen félelem nélkül és hitelesnek lenni, mint amit Lee Izraelként megélt.” Ezért Oscar-díj a legjobb női főszereplőnek jelölést kapott. 2016-ban a  Anything You Can Do (I Can Do Better Better)  dalt felvette, amely Barbra Streisand 'Encore' albumán jelent meg. 2017. február 4-én és 11-én meglepetésszerepelő volt a Saturday Night Liveban, a Fehér Ház sajtótitkára, Sean Spicer alakításában. Április 16-án és 2017. május 13-án visszatért a műsorba, hogy ismét eljátssza Spicer-t.
McCarthy a Kia Motors Super Bowl LI hirdetésében jelent meg, a Kia Niro reklámozásával. Egy wannabe környezetvédőt játszott el, akinek sorozatos balesetei vannak, például egy bálna felborítja, egy orrszarvú felökleli és egy hasadékba zuhan. A reklámban a „Holding Out for a Hero” című dal szerepelt.
2019. június 28-án bejelentették, hogy McCarthy tárgyalásokat folytatott Ursula szerepére a közelgő élőszereplős A kishableány feldolgozásában, amelyet Rob Marshall rendez. 2020. február 18-án a The Ellen DeGeneres Show interjúja során megerősítette, hogy negatív szereplő lesz.

## Magánélete
2005. október 8-án, McCarthy feleségül ment Ben Falcone nevű régi barátjához, aki a The Groundlings tagja és színésze. A párnak két lánya van, Vivian és Georgette. McCarthy a Szívek szállodája utolsó évadában várandós volt Viviannel, ami végül bekerült a sorozatba. Vivian és Georgette, mindketten megjelentek a 2016-os A főnök című filmben, előbbi édesanyja karakterének fiatalabb változatát játszotta el.
Falcone gyakran játszik cameoszerepet McCarthy filmjeiben és tévésorozataiban, ilyen például a Szívek szállodája harmadik évada, 9 – A szám hatalma, Koszorúslányok, Női szervek, Tammy, Személyiségtolvaj, A kém, A főnök, A partiállat, Haláli bábjáték és a Megbocsátasz valaha?
A Mike és Molly sorozat kezdete óta McCarthy 35 kg minusztól szabadult meg. A súlycsökkenést a magas fehérjetartalmú, alacsony szénhidráttartalmú étrendnek, a rendszeres testmozgásnak és a „szuper unalmas életnek” köszöni, amely magában foglal egy rendszeres 19:30-as idejű lefekvést.

## Filmográfia

### Film
| Év   | Magyar cím                      | Eredeti cím                     | Szerep                     | Magyar hang        | Rendező                 |
| ---- | ------------------------------- | ------------------------------- | -------------------------- | ------------------ | ----------------------- |
| 1999 | Nyomás!                         | Go                              | Sandra                     | Bognár Gyöngyvér   | Doug Liman              |
| 2000 | Charlie angyalai                | Charlie's Angels                | Doris                      |                    | McG (1.)                |
| 2000 | Dögölj meg, drága Mona!         | Drowning Mona                   | Shirley                    | Solecki Janka      | Nick Gomez              |
| 2000 | A kölyök                        | The Kid                         | Skyway Diner pincérnő      | Braun Rita         | Jon Turteltaub          |
| 2002 | Tökfej                          | Pumpkin                         | Cici Pinkus                |                    | Anthony Abrams          |
| 2002 | Tökfej                          | Pumpkin                         | Cici Pinkus                | Adam Larson Broder |                         |
| 2002 |                                 | The Third Wheel                 | Marilyn                    |                    | Jordan Brady            |
| 2002 | Fehér leander                   | White Oleander                  | felcser                    | Szabó Margaréta    | Peter Kosminsky         |
| 2003 | David Gale élete                | The Life of David Gale          | Nico, a Gót Metal csaj     | Madarász Éva       | Alan Parker             |
| 2003 | Charlie angyalai: Teljes gázzal | Charlie's Angels: Full Throttle | Nő a bűnügyi színhelyen    | Szűcs Kinga        | McG (2.)                |
| 2007 |                                 | Cook Off!                       | Amber Strang               |                    | Cathryn Michon          |
| 2007 | Guy Shalem                      | Cook Off!                       | Amber Strang               |                    |                         |
| 2007 | 9 – A szám hatalma              | The Nines                       | Margaret / Melissa / Mary  | Kokas Piroska      | John August             |
| 2008 | Csak egy kis kurázsi            | Just Add Water                  | Selma                      | Némedi Mari        | Hart Bochner            |
| 2008 | Csúnyán szép az élet            | Pretty Ugly People              | Becky                      | Kokas Piroska      | Tate Taylor             |
| 2010 | Ilyen a formám                  | The Back-Up Plan                | Carol                      | Braun Rita         | Alan Poul               |
| 2010 | Ilyen az élet                   | Life as We Know It              | DeeDee                     | Braun Rita         | Greg Berlanti           |
| 2011 | Koszorúslányok                  | Bridesmaids                     | Megan Price                | Börcsök Enikő      | Paul Feig (1.)          |
| 2012 | 40 és annyi                     | This Is 40                      | Catherine                  | Börcsök Enikő      | Judd Apatow             |
| 2013 | Személyiségtolvaj               | Identity Thief                  | Diana / Személyiségtolvaj  | Börcsök Enikő      | Seth Gordon             |
| 2013 | Másnaposok 3.                   | The Hangover Part III           | Cassandra „Cassie” Garner  | Börcsök Enikő      | Todd Phillips           |
| 2013 | Női szervek                     | The Heat                        | Shannon Mullins nyomozó    | Börcsök Enikő      | Paul Feig (2.)          |
| 2014 | Tammy                           | Tammy                           | Tammy Banks                | Börcsök Enikő      | Ben Falcone (1.)        |
| 2014 | St. Vincent                     | St. Vincent                     | Maggie Bronstein           | Náray Erika        | Theodore Melfi (1.)     |
| 2015 | A kém                           | Spy                             | Susan Cooper               | Börcsök Enikő      | Paul Feig (3.)          |
| 2016 | A főnök                         | The Boss                        | Michelle Darnell           | Börcsök Enikő      | Ben Falcone (2.)        |
| 2016 | Központi hírszerzés             | Central Intelligence            | Darla McGuckian (cameo)    | Börcsök Enikő      | Rawson Marshall Thurber |
| 2016 | Szellemirtók                    | Ghostbusters                    | Dr. Abigail „Abby” Yates   | Börcsök Enikő      | Paul Feig (4.)          |
| 2018 | A partiállat                    | Life of the Party               | Deanna Miles               | Börcsök Enikő      | Ben Falcone (3.)        |
| 2018 | Haláli bábjáték                 | The Happytime Murders           | Connie Edwards nyomozó     | Börcsök Enikő      | Brian Henson            |
| 2018 | Megbocsátasz valaha?            | Can You Ever Forgive Me?        | Leonore Carol „Lee” Israel | Börcsök Enikő      | Marielle Heller         |
| 2019 | A bűn királynői                 | The Kitchen                     | Kathy Brennan              | Börcsök Enikő      | Andrea Berloff          |
| 2020 | Szuperagy                       | Superintelligence               | Carol Peters               | Balázs Andrea      | Ben Falcone (4.)        |
| 2021 | A lecsap csapat                 | Thunder Force                   | Lydia Berman / A kalapács  | Braun Rita         | Ben Falcone (5.)        |
| 2021 | A seregély                      | The Starling                    | Lilly Maynard              | Braun Rita         | Theodore Melfi (2.)     |
| 2022 | Thor: Szerelem és mennydörgés   | Thor: Love and Thunder          | Hela színésznő (cameo)     | Kiss Erika         | Taika Waititi           |
| 2023 | A kis hableány                  | The Little Mermaid              | Ursula                     | Janza Kata         | Rob Marshall            |
| 2023 | Dzsinn                          | Genie                           | Flora                      | Braun Rita         | Sam Boyd                |
| 2024 | Cukormáz nélkül                 | Unfrosted                       | Donna Stankowski           | Braun Rita         | Jerry Seinfeld          |

Rövidfilmek
| Év   | Cím           | Szerep     | Rendező         |
| ---- | ------------- | ---------- | --------------- |
| 1998 | God           | Margaret   | John August     |
| 2000 | Auto Motives  | Tonnie     | Lorraine Bracco |
| 2003 | Chicken Party | Tot Wagner | Tate Taylor     |
| 2007 | The Captain   | Fran       | Sean K. Lambert |

### Televízió
| Év        | Magyar cím                               | Eredeti cím                       | Szerep                           | Megjegyzések                                               |
| --------- | ---------------------------------------- | --------------------------------- | -------------------------------- | ---------------------------------------------------------- |
| 1997      |                                          | The Jenny McCarthy Show           | Melissa                          | 1 epizód                                                   |
| 2000      |                                          | D.C.                              | Molly                            | 2 epizód                                                   |
| 2000–2007 | Szívek szállodája                        | Gilmore Girls                     | Sookie St. James                 | - 153 epizód - magyar hangja: - Braun Rita                 |
| 2002–2005 | Kim Possible                             | Kim Possible                      | DNAmy (hangja)                   | 3 epizód                                                   |
| 2004      | Félig üres                               | Curb Your Enthusiasm              | kereskedőnő                      | 1 epizód                                                   |
| 2007–2009 | Nem ér a nevem                           | Samantha Who?                     | Dena                             | - 35 epizód - magyar hangja: - Simon Eszter                |
| 2009      |                                          | Rita Rocks                        | Mindy Boone                      | 5 epizód                                                   |
| 2010      | Doktor Addison                           | Doctor Addison                    | Lynn McDonald                    | 1 epizód                                                   |
| 2010–2016 | Mike és Molly                            | Mike and Molly                    | Molly Flynn                      | - 127 epizód - magyar hangja: - Braun Rita                 |
| 2011–2017 | Saturday Night Live                      | Saturday Night Live               | önmaga (házigazda) / Sean Spicer | 9 epizód                                                   |
| 2012      | A Madagaszkár pingvinjei                 | The Penguins of Madagascar        | Shelly (hangja)                  | 1 epizód                                                   |
| 2016      | Szívek szállodája – Egy év az életünkből | Gilmore Girls: A Year in the Life | Sookie St. James                 | minisorozat (1 epizód)                                     |
| 2017–2018 |                                          | Nobodies                          | önmaga                           | - 8 epizód - vezető producer                               |
| 2020      |                                          | Little Big Shots                  | önmaga (házigazda)               | - 13 epizód - vezető producer                              |
| 2021      | Kilenc idegen                            | Nine Perfect Strangers            | Frances Welty                    | - minisorozat (8 epizód) - vezető producer                 |
| 2022      | Isten kedvenc idiótája                   | God’s Favorite Idiot              | Amily Luck                       | - 8 epizód - vezető producer - magyar hangja: - Braun Rita |